# BWF International Challenge 2008
Die BWF International Challenge 2008 war die zweite Auflage der BWF International Challenge im Badminton.

## Turniere und Sieger
| Veranstaltung | Herreneinzel             | Dameneinzel            | Herrendoppel                               | Damendoppel                                | Mixed                                    |
| ------------- | ------------------------ | ---------------------- | ------------------------------------------ | ------------------------------------------ | ---------------------------------------- |
| Polen         | Marc Zwiebler            | Juliane Schenk         | Michał Łogosz Robert Mateusiak             | Shendy Puspa Irawati Meiliana Jauhari      | Robert Mateusiak Nadieżda Kostiuczyk     |
| Finnland      | Martin Bille Larsen      | Elizabeth Cann         | Fran Kurniawan Rendra Wijaya               | Lena Frier Kristiansen Kamilla Rytter Juhl | Fran Kurniawan Shendy Puspa Irawati      |
| Niederlande   | Hans-Kristian Vittinghus | Larisa Griga           | Kristof Hopp Ingo Kindervater              | Kamila Augustyn Nadieżda Kostiuczyk        | Rasmus Bonde Helle Nielsen               |
| Japan         | Koichi Saeki             | Megumi Taruno          | Kwon Yi-goo Ko Sung-hyun                   | Kumiko Ogura Reiko Shiota                  | Kwon Yi-goo Ha Jung-eun                  |
| Kanada        | Shoji Sato               | Yi Tai                 | Keishi Kawaguchi Naoki Kawamae             | Reika Kakiiwa Mizuki Fujii                 | Chen Hung-ling Chou Chia-chi             |
| Frankreich    | Andre Kurniawan Tedjono  | Olga Konon             | Richard Eidestedt Andrew Ellis             | Shendy Puspa Irawati Meiliana Jauhari      | Fran Kurniawan Shendy Puspa Irawati      |
| Spanien       | Chetan Anand             | Maria Elfira Christina | Fran Kurniawan Rendra Wijaya               | Shendy Puspa Irawati Meiliana Jauhari      | Rendra Wijaya Meiliana Jauhari           |
| Australien    | Lee Tsuen Seng           | Mizuki Fujii           | Choi Sang-won Kim Sa-rang                  | Yasuyo Imabeppu Shizuka Matsuo             | Chen Hung-ling Chou Chia-chi             |
| Russland      | Ville Lång               | Xu Huaiwen             | Michał Łogosz Robert Mateusiak             | Ekaterina Ananina Anastasia Russkikh       | Vitaliy Durkin Nina Vislova              |
| Indonesien    | Andre Kurniawan Tedjono  | Bae Yeon-ju            | Rendra Wijaya Fran Kurniawan               | Meiliana Jauhari Shendy Puspa Irawati      | Fran Kurniawan Shendy Puspa Irawati      |
| Belgien       | Kenichi Tago             | Juliane Schenk         | Andrew Bowman Martyn Lewis                 | Valeria Sorokina Nina Vislova              | Vitaliy Durkin Nina Vislova              |
| Tschechien    | Chetan Anand             | Ella Diehl             | Kasper Faust Henriksen Christian Skovgaard | Helle Nielsen Marie Røpke                  | Rasmus Bonde Helle Nielsen               |
| Bulgarien     | Yuichi Ikeda             | Petya Nedelcheva       | Vitaliy Durkin Alexandr Nikolaenko         | Nina Vislova Valeria Sorokina              | Vitaliy Durkin Nina Vislova              |
| Malaysia      | Kuan Beng Hong           | Febby Angguni          | Lin Woon Fui Goh V Shem                    | Bae Seung-hee Park Sun-young               | Mohd Lutfi Zaim Abdul Khalid Lim Yin Loo |
| Norwegen      | Hans-Kristian Vittinghus | Juliane Schenk         | Rasmus Bonde Simon Mollyhus                | Helle Nielsen Marie Røpke                  | Marcus Ellis Heather Olver               |
| Schottland    | Rajiv Ouseph             | Elizabeth Cann         | Richard Eidestedt Andrew Ellis             | Mariana Agathangelou Jillie Cooper         | Michael Fuchs Annekatrin Lillie          |
| Südkorea      | Park Sung-hwan           | Kwon Hee-sook          | Lee Yong-dae Jung Jae-sung                 | Ha Jung-eun Kim Min-jung                   | Hwang Ji-man Hwang Yu-mi                 |
| Bahrain       | R. M. V. Gurusaidutt     | Trupti Murgunde        | Akshay Dewalkar Jishnu Sanyal              | Charmaine Reid Nicole Grether              | Arun Vishnu Aparna Balan                 |